# Syzygium stipulare
Syzygium stipulare är en myrtenväxtart som först beskrevs av Carl Ludwig von Blume, och fick sitt nu gällande namn av Lyndley Alan Craven och Thomas Gordon Hartley. Syzygium stipulare ingår i släktet Syzygium och familjen myrtenväxter. Inga underarter finns listade i Catalogue of Life.